# Senegal na Mistrzostwach Świata w Lekkoatletyce 2011
Senegal na Mistrzostwach Świata w Lekkoatletyce 2011 był reprezentowany przez 2 zawodniczki.

## Wyniki reprezentantów Senegalu

### Kobiety

#### Konkurencje biegowe
| Konkurencja   | Zawodnik           | Eliminacje | Eliminacje | Półfinał | Półfinał | Finał    | Finał   |
| Konkurencja   | Zawodnik           | Rezultat   | Pozycja    | Rezultat | Pozycja  | Rezultat | Pozycja |
| ------------- | ------------------ | ---------- | ---------- | -------- | -------- | -------- | ------- |
| Bieg na 400 m | Ndèye Fatou Soumah | 52,23      | 15. Q      | 52,10    | 16.      |          |         |

#### Konkurencje techniczne
| Konkurencja | Zawodnik | Eliminacje | Eliminacje | Finał    | Finał   |
| Konkurencja | Zawodnik | Rezultat   | Pozycja    | Rezultat | Pozycja |
| ----------- | -------- | ---------- | ---------- | -------- | ------- |
| Rzut młotem | Amy Sène | 66,15 m    | 23.        |          |         |